# Gevindstang
En gevindstang er en metalstang med gevind uden hoveder. Gevindstangen har en skruelinjeformet rille på sin overflade som passer til standardmøtrikker med utilspidsende gevind.
Gevindstænger bruges bl.a. til at støbe ind i fundamenter, så remmen kan skrues på den overskydende del, der stikker op. Gevindstænger er desuden gode til store godstykkelser, da skruer normalt kun leveres i begrænsede længder, f.eks. op til 250 mm, hvor en gevindstang typisk fås i mindst 1000 mm længde.
En gevindstang kan også anvendes som en gearing på en maskine, hvor en hurtig motors rotation skal omsættes til en langsom linear kraft – snegledrev, snekke. Snegledrev anvendes i DVD-drev, CD-afspillere og diskettedrev.
| Maskiner | Spire Denne artikel om maskiner, maskindele og apparater er en spire som bør udbygges. Du er velkommen til at hjælpe Wikipedia ved at udvide den. |